# Stepnói (Slaviansk, Krasnodar)
Stepnói (del ruso: Степной) es un posiólok del raión de Slaviansk del krai de Krasnodar, en el sur de Rusia. Está situado en los arrozales situados entre los distributarios del delta del Kubán, 10 km al noroeste de Slaviansk-na-Kubani y 83 al oeste de Krasnodar, la capital del krai. Tenía 643 habitantes en 2010.
Pertenece al municipio Pribrezhnoye.

## Historia
La localidad fue registrada como unidad administrativa el 24 de septiembre de 1958. Era parte del sovjós Sad-Gigant, y se destinaban las tierras aledañas a Stepnói para el cultivo de hortalizas y viña.

## Economía
Actualmente es la población principal de la sección 4 de la empresa ZAO Sad-Gigant.

## Servicios sociales
El posiólok cuenta con una escuela general básica (n.º 7), un Club de Cultura rural y un punto de enfermería, entre otros establecimientos.